# Aratus (månkrater)
Aratus är en liten nedslagskrater på månen. Den befinner sig på det norra halvklotet på månens framsida på Montes Apenninus-berget.
Kratern är uppkallad efter den grekiske diktaren Aratus (ca. 315/310 f.Kr. - 240 f.Kr.) och fick sitt officiella namn tilldelat av den Internationella astronomiska unionen (IAU) år 1970.

## Omgivning
Öster om Aratus ligger Mare Serenitatis och mot sydväst den något större Cononkratern. I nord-nordöstlig riktning ligger Mons Hadley Deltat och bortanför detta ligger landningsplatsen för Apollo 15-missionen.

## Satellitkratrar
De kratrar, som kallas satelliter, är små kratrar som ligger i eller nära huvudkratern. Deras bildning är vanligtvis oberoende av detta, men de ges samma namn som huvudkratern med tillägget av en stor bokstav. På månkartor är dessa objekt genom konvention identifierade genom att placera ut bokstaven på den sida av kraterns mittpunkt som är närmast huvudkratern., , 
Aratus har följande satellitkratrar:
| Aratus | Latitud | Longitud | Diameter |
| ------ | ------- | -------- | -------- |
| B      | 24,2° N | 5,4° Ö   | 7 km     |
| C      | 24,1° N | 9,5° Ö   | 4 km     |
| CA     | 24,5° N | 11,2° Ö  | 7 km     |
| D      | 24,3° N | 8,6° Ö   | 4 km     |

De följande kratrarna har fått nya namn av IAU.
- Aratus A — Se kratern Galen.

## Aratus CA
Denna tre-grenade struktur finns i den västliga delen av Mare Serenitatis. Den är skapad av en samlad grupp försänkningar i månens yta och kan vara en vulkanisk spricka. Dimensionerna är 9,5 km × 3 km, och den uppskattas till att vara 0,4 km djup. 
De tre utsträckta försänkningarna har fått var sitt namn:
| Formation       | Koordinater                     | Längd  | Namngivet efter    |
| --------------- | ------------------------------- | ------ | ------------------ |
| Rima Sung-Mei   | 24°36′N 11°18′Ö / 24.6°N 11.3°Ö | 4,0 km | Kinesiskt mansnamn |
| Vallis Christel | 24°30′N 11°00′Ö / 24.5°N 11.0°Ö | 2,0 km | Tyskt kvinnonamn   |
| Vallis Krishna  | 24°30′N 11°18′Ö / 24.5°N 11.3°Ö | 3,0 km | Indiskt mansnamn   |

Två små kratrar i närheten av Aratus CA har också fått sig tilldelat egna namn:
| Formation | Koordinater                     | Längd  | Namngivet efter   |
| --------- | ------------------------------- | ------ | ----------------- |
| Manuel    | 24°30′N 11°18′Ö / 24.5°N 11.3°Ö | 0,5 km | Spanskt mansnamn  |
| Yoshi     | 24°36′N 11°00′Ö / 24.6°N 11.0°Ö | 1 km   | Japanskt mansnamn |

"Manuel" ligger just på den andra sidan av den östliga spetsen av "Vallis Krishna", medan "Yoshi" ligger just på den andra sidan av den västliga spetsen av "Vallis Christel". I riktning mot norr från platsen löper en böjd ås, som är given namnet Dorsum Owen. Mot öst ligger en längre, parallell ås vid namn Dorsum von Cotta. Längre mot nord-nordöst ligger Linnékratern, omgivet av ett klart täcke av material med hög albedo. På ungefär samma avstånd mot sydväst ligger Montes Haemus-bergskedjan.
De fem namnen, som är nämnda ovanför, uppträdde första gången på Defense Mapping Agencys Topophotomaps 42A4/S1 samt 42A4/S2 och godkändes av IAU år 1976. På grund av ett förbud mot att namnge kratrar som efterföljs av bokstäver, vilket var i kraft vid tidpunkten för kortets utfärdande fick "Aratus CA" det innevarande nya namnet "Lorca". Detta blev dock aldrig godkänt av IAU, trots angivelse av det motsatta på Defense Mapping Agencys kort LM-41 samt LM-42, och det tidigare namnet "Aratus CA" (som första gången syntes på LAC-42, offentliggjord år 1965) blev officiellt antaget igen av IAU år 2006.

### Fotnoter
1. 1 2  (engelska) NASAs sida om månekratrar: ”Moon nomenclature -Crater”. på http://lunar.arc.nasa.gov/ The Lunar Prospector Website, NASA Ames Research Center. Arkiverad från originalet den 5 juli 2009. https://web.archive.org/web/20090705213229/http://lunar.arc.nasa.gov/printerready/science/geography_items/carters/craters_a.html.
2. 1 2 3 4  (engelska) Deskriptiva data om månekratrar på hemsidan från USA:s geologiska institut. (Klicka på det relevanta namnet) : ”Gazetteer of Planetary Nomenclature - Moon Nomenclature: Crater, craters”. från http://planetarynames.wr.usgs.gov/ Astrogeology Research Program, U.S. Geological Survey. Arkiverad från originalet den 7 mars 2010. https://web.archive.org/web/20100307113446/http://planetarynames.wr.usgs.gov/jsp/FeatureTypesData2.jsp?systemID=3&bodyID=11&typeID=9&system=Earth&body=Moon&type=Crater,%20craters&sort=AName&show=Fname&show=Lat&show=Long&show=Diam&show=Stat&show=Orig. Läst 5 augusti 2007.
3. 1 2  (engelska) Aratus på Wikien The Moon Arkiverad 30 maj 2018 hämtat från the Wayback Machine.
4. 1 2  (franska) Program (under GNU-licens) och integrerad databas: ”Atlas Virtuel de la Lune”. från http://www.astrosurf.com/ Portail de l'Astronomie en France af Patrick Chevalley og Christian Legrand. Arkiverad från originalet den 14 maj 2008. https://web.archive.org/web/20080514072927/http://www.astrosurf.com/avl/FR_index.html. Läst 16 april 2009.
5. 1 2  (tyska) Lista över officiella namn på månkratrar från en tysk astronomihemsida : ”Krater mit individuellem Namen (Kratrar med individuella namn)”. från http://www.astrolink.de/. http://www.astrolink.de/p012/p01204/p01204090000a.htm.
6. 1 2  Lpi-måneatlas
7. ↑  I allmänhet tilldelade IAU de officiella namnen till kratrarna på månens framsida år 1935, till kratrarna på månens baksida år 1970, och slutligen har vissa mindre kratrar (som tidigare ansågs vara satellitkratrar) fått nya namn från 1973 och framåt. Se:
  - (engelska) USA:s geologiska undersökning: ”Gazetteer of Planetary Nomenclature - History of Planetary Nomenclature”. från http://planetarynames.wr.usgs.gov/ Astrogeology Research Program, U.S. Geological Survey. http://planetarynames.wr.usgs.gov/history.html.
  - (franska) Mario Tessier (12 maj 1998). ”La cartographie lunaire: des origines au XXeme siècle (Månens kartografi: Från begynnelsen till det 20:e århundradet)”. från http://pages.infinit.net/noxoculi/ Nox Oculis. Arkiverad från originalet den 5 december 2008. https://web.archive.org/web/20081205073741/http://pages.infinit.net/noxoculi/lune3.html. Läst 16 april 2009.
8. ↑  (engelska) Fullständig nomenklatur för månkratrarna : Jonathan McDowell (12 maj 2004). ”Lunar Craters”. från http://host.planet4589.org/astro/lunar/ Lunar Nomenclature. Arkiverad från originalet den 23 februari 2011. http://archive.wikiwix.com/cache/20110223201438/http://host.planet4589.org/astro/lunar/Craters. Läst 16 april 2009.
9. ↑  (engelska) Bussey, B., Spudis, P., (2004). The Clementine Atlas of the Moon. Cambridge University Press. ISBN 0-521-81528-2
10. ↑  (engelska) ”Coded Topography and Shaded Relief Maps of the Moon”. från http://planetarynames.wr.usgs.gov/ Astrogeology Research Program. U.S. Geological Survey. http://planetarynames.wr.usgs.gov/dAtlas.html.
11. ↑  (engelska) Lista över satellitkratrar, som är omdöpta av IAU: Jonathan McDowell (2004). Lunar crossids Arkiverad 27 augusti 2008 hämtat från the Wayback Machine. på Lunar Nomenclature Arkiverad 8 februari 2012 hämtat från the Wayback Machine..
12. ↑  LPOD Photo Gallery. Aratus CA Arkiverad 29 september 2007 hämtat från the Wayback Machine.
13. ↑  LPOD Photo Gallery. Dorsum Von Cotta Arkiverad 6 mars 2016 hämtat från the Wayback Machine.